# Onifai
Onifai é uma comuna italiana da região da Sardenha, província de Nuoro, com cerca de 766 habitantes. Estende-se por uma área de 43 km², tendo uma densidade populacional de 18 hab/km². Faz fronteira com Galtelli, Irgoli, Orosei, Siniscola.

## Demografia
| Variação demográfica do município entre 1861 e 2011                               |
|                                                                                   |
| Fonte: Istituto Nazionale di Statistica (ISTAT) - Elaboração gráfica da Wikipedia |